# Chthonius elbanus
Chthonius elbanus är en spindeldjursart som beskrevs av Beier 1963. Chthonius elbanus ingår i släktet Chthonius och familjen käkklokrypare. Inga underarter finns listade i Catalogue of Life.